# Brasero
Brasero är ett fritt Cd/dvd-skrivningsprogram till Unix-liknande operativsystem såsom Ubuntu. Brasero är en del av GNOME som syftar på att tillhandahålla en skrivbordsmiljö byggd på öppen källkod.
Brasero skapades ursprungligen av Philippe Rouquier och Luis Medinas med tanken att programmet skulle vara snabbt och enkelt att använda.